# Station Waulsort
Station Waulsort is een voormalig spoorwegstation langs spoorlijn 154 (Namen - Givet (F)) in Waulsort een deelgemeente van de gemeente Hastière.

## Geschiedenis
Geopend in 1870 of 1871 door de Nord - Belge maatschappij. Het is gesloten sinds 1923 omdat het station Waulsort-Dorp dichter bij het dorpscentrum was. Station Waulsort-Dorp werd hernoemd naar station Waulsort in 1926.
0,0: Namen ·
3,0: Jambes ·
4,8: Velaine ·
7,6: Dave-Nord ·
10,8: Tailfer ·
12,8: Profondeville ·
14,0: Lustin ·
17,0: Godinne ·
20,1: Yvoir ·
21,8: Houx ·
25,8: Bouvignes-sur-Meuse ·
28,0: Dinant ·
29,5: Neffe ·
36,4: Waulsort ·
36,4: Waulsort-Dorp ·
41,8: Hastière ·
44,2: Hermeton-sur-Meuse ·
46,1: Heer-Agimont